# Disney Fantasy
La Disney Fantasy è una nave da crociera della compagnia di navigazione Disney Cruise Line, sussidiaria della The Walt Disney Company.

## Storia
Nel Febbraio 2007, la Disney Cruise Line ha annunciato che saranno commissionate due nuove navi. I primi disegni delle due navi vennero sviluppate nel Marzo 2009 al cantiere Meyer Werft a Papenburg, in Germania.. Un mese dopo, vennero date i nomi alle 2 navi, e vennero scelte Disney Dream, che fu la prima ad entrare in servizio, seguita poi dalla sorella, la Disney Fantasy (creata un po' più tardi al confronto della "Dream")..
La chiglia della Disney Dream fu posata l'11 febbraio 2011. Il presidente della Disney Cruise Line, Karl Holz, assieme a Minnie Mouse, ha collocato una moneta magica sotto lo scafo della nave ed è identica a quella posta sotto lo scafo della sorella Disney Dream, per la sola differenza però del numero diverso dello scafo (S688) e la posa della chiglia.
Sulla pagina Disney Cruise Line di Facebook venne annunciato che il personaggio ufficiale posto sulla poppa sarebbe stato l'elefantino Dumbo.
A costruzione quasi ultimata, il 9 dicembre 2011 delle tubature d'acqua impropriamente aperte hanno danneggiato 48 cabine in allestimento, per un costo di 1000000 €.
La Disney Fantasy è ultimata il 10 gennaio 2012, e appena uscita dalla Meyer Werft è stata consegnata alla Disney Cruise Line il 9 febbraio 2012, a Bremerhaven, in Germania.
È arrivata negli Stati Uniti per la prima volta, il 28 febbraio 2012 dove molti abitanti si sono riuniti per vedere la vista di questa nuova nave. La nave è stata battezzata il 1º marzo 2012 e la madrina della nave è stata Mariah Carey. Il battesimo si è tenuto nella nave, con spettacoli nel Teatro di Walt Disney. Neil Patrick Harris ha ospitato la cerimonia di battesimo.

## Caratteristiche
Strutturalmente, è quasi identica alla Dream, infatti la stazza, la lunghezza, la larghezza e il numero di cabine sono uguali a quelle della "nave sorella".

## Navi gemelle
- Disney Dream

### Differenze con la Dream
La Disney Fantasy è molto simile alla sua gemella, con alcune piccole differenze. Il Bibbidi Bobbidi Boutique è incluso sulla Disney Fantasy, che la rende la prima boutique in mare (nella Dream è assente). Questa Boutique è simile alla boutique al Disney Parks, dove le ragazze possono diventare delle principesse. Ci sono anche serate speciali a tema, come ad esempio i "Pirati dei Caraibi", dove il Bibbidi Bobbidi Boutique si trasforma in Pirati League. The Pirates Lega permette a bambini di tutte le età di trasformarsi in un pirata.
Anche L'Aqualab, è un'area giochi d'acqua, aggiunta al Fantasy ma assente nella Dream
- Area discoteca: si trasforma in vari "distretti" che rappresentano diverse città e paesi d'Europa.
- The Tube: è un club di danza a tema, stile metropolitana Londinese, completo con piastrelle bianche, tappeto-mappa della metropolitana, e il manubrio presso gli stand.
- Ooh La La: è uno champagne-bar che ricorda un elegante boudoir francese.
- O'Gill's Pub: è un pub a tema irlandese che rappresenta i vivaci pub di quartiere in tutta l'Irlanda.
- La Piazza: ispirato alle piazze decorative in tutte le città italiane.
- Skyline Lounge: ripreso dallo stesso Skyline Lounge della Dream ma con un tema un po' cambiato, infatti sono state aggiunte altre città europee sullo sfondo.
- Satellite Falls: è una piscina per soli adulti, aggiunto al ponte superiore della fantasia, come un rifugio tranquillo.